# Danhostel Copenhagen City
Danhostel Copenhagen City er Københavns største hostel og et af de største i Europa. Det ligger i et 18 etages højhus ved H.C. Andersens Boulevard, lige ved Langebro.
Bygningen blev oprindeligt opført som Hotel Europa i 1955. Det var det første højhus i København, og det var desuden den højeste danske bygning (udover tårne) indtil 1958, hvor den blev overgået af Falkoner Centret. Det var oprindeligt meningen, at den skulle have haft en makker på den anden side af Langebro, men den blev aldrig opført. Mens bygningen var hotel, medvirkede den i spillefilmen Olsen-banden på spanden fra 1969, hvor skurkene boede her. Senere fungerede det som kontorbygning for fagforbundet HK.
Efter en renovering genåbnede bygningen som hostel i maj 2005. Interiøret blev designet af det danske firma Gubi med brug af traditionelle danske farver til indretning. Der er 1.020 senge fordelt på 192 sovesale og mindre værelser. I kælderen er der køkkenfaciliteter, og i stueetagen er der en internetcafé.